# King Priam
King Priam (título original en inglés; en español, El rey Príamo) es una ópera con música de Michael Tippett, según libreto propio. La historia se basa en la Ilíada de Homero, salvo el nacimiento y la niñez de Paris, que se toman de las Fábulas de Higino.
La ópera se estrenó el 29 de mayo de 1962, en Coventry. La ópera se compuso para un festival de arte junto con la nueva consagración de la catedral de Coventry reconstruida, para la que también Benjamin Britten escribió una obra, su War Requiem, que se estrenó en la catedral el día después del estreno de King Priam.

## Personajes
| Personaje                                        | Tesitura                      | Reparto del estreno, 29 de mayo de 1962 (Director: John Pritchard) |
| ------------------------------------------------ | ----------------------------- | ------------------------------------------------------------------ |
| Príamo, rey de Troya                             | bajo-barítono                 | Forbes Robinson                                                    |
| Hécuba, su esposa                                | soprano dramática             | Marie Collier                                                      |
| Héctor, su hijo mayor                            | barítono                      | Victor Godfrey                                                     |
| Andrómaca, esposa de Héctor                      | mezzosoprano dramático-lírica | Josephine Veasey                                                   |
| Paris, segundo hijo de Príamo                    | tenor                         | John Dobson                                                        |
| Paris de niño                                    | tiple                         | Philip Doghan                                                      |
| Helena, amante de Paris                          | mezzosoprano lírica           | Margreta Elkins                                                    |
| Aquiles, un héroe griego                         | tenor heroico                 | Richard Lewis                                                      |
| Patroclo, su amigo                               | barítono ligero               | Joseph Ward                                                        |
| Aya                                              | mezzosoprano                  | Noreen Berry                                                       |
| Anciano                                          | bajo                          | David Kelly                                                        |
| Joven guardia                                    | tenor lírico                  | Robert Bowman                                                      |
| Hermes, mensajero de los dioses                  | tenor ligero agudo            | John Lanigan                                                       |
| Coro: Cazadores, invitados a la boda, sirvientas |                               |                                                                    |